# There's No Leaving Now
Albums de The Tallest Man on Earth
The Wild Hunt
(2010)
There's No Leaving Now est le troisième album du chanteur Folk suédois, The Tallest Man on Earth, paru le 11 juin 2012.

## Liste des chansons
| No  | Titre                  | Durée |
| --- | ---------------------- | ----- |
| 1.  | To Just Grow Away      |       |
| 2.  | Revelation Blues       |       |
| 3.  | Leading Me Now         |       |
| 4.  | 1904                   |       |
| 5.  | Bright Lanterns        |       |
| 6.  | There’s No Leaving Now |       |
| 7.  | Wind and Walls         |       |
| 8.  | Little Brother         |       |
| 9.  | Criminals              |       |
| 10. | On Every Page          |       |